# Vito D’Ancona

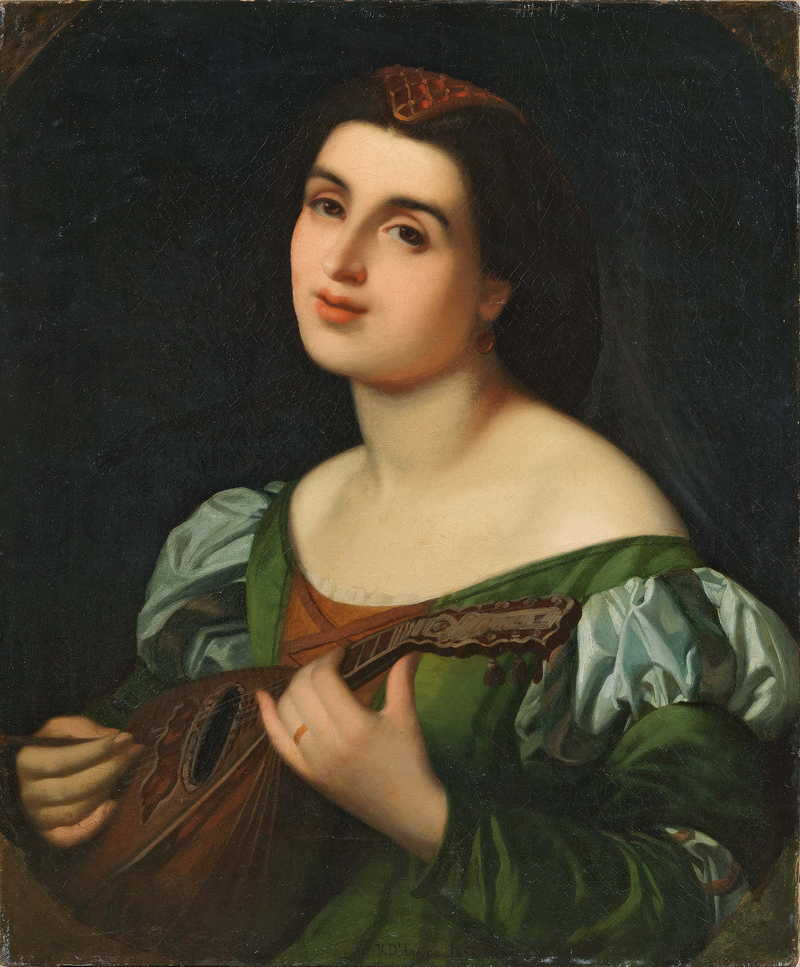
Lautenspielerin von Vito D’Ancona

Vito D’Ancona (* 12. August 1825 in Pesaro; † 9. Januar 1884 in Florenz) war ein italienischer Maler des Realismus und Mitglied der Macchiaioli-Gruppe.
Vito D’Ancona entstammte einer reichen jüdischen Familie. Er begann seine künstlerische Ausbildung in Florenz beim Graveur Samuel Jesi. Seit 1844 studierte er an der Florentiner Kunstakademie bei Giuseppe Bezzuoli.
Gemeinsam mit seinem Freund, dem Maler Serafino De Tivoli (1825–1892), teilte er das Interesse für die neuen Strömungen, besonders für Impressionismus und die Freilichtmalerei.
Im Jahr 1848 nahm er am Zug der Tausend unter Giuseppe Garibaldi teil.
Im Jahr 1850 schloss er sich der Macchiaioli-Künstlergruppe an, die sich im Caffè Michelangelo in Florenz traf, geleitet von Telemaco Signorini.
Den Zeitraum von 1867 bis 1874 verbrachte D’Ancona mit seiner Familie in Paris. Zusammen mit Serafino De Tivoli, Giuseppe De Nittis und Giovanni Boldini schloss er sich der dortigen italienischen Künstlergemeinschaft an. Seine Werke wurden von Jean-Baptiste Camille Corot und Gustave Courbet beeinflusst. Im Jahr 1870 blieb er für eine kurze Zeit in London. Danach kehrte er nach Florenz heim. Wegen des schlechten Gesundheitszustandes malte er nach 1878 nicht mehr.